# Карпова, Ирина Владимировна
Ирина Владимировна Карпова (урожд. Науменко) (род. 13 февраля 1980, Усть-Каменогорск, Казахская ССР) — казахстанская легкоатлетка, чемпион Азии (2003, 2007, 2008) по семиборью. Мастер спорта Республики Казахстан международного класса.

## Карьера
Ирина начала заниматься в Усть-Каменогорске. Принимала участие в четырёх Олимпиадах: в Сиднее, в Афинах, Пекине и в Лондоне.
В Сиднее с 5634 очками была 21-й.
В Афинах с 6000 очками оказалась 22-й.
В Пекине не завершила выступления.
В Лондоне с 5319 очками оказалась 32-й.
Основные её победы относятся к чемпионатам Азии (на открытом воздухе и в помещении).

## Лучшие результаты

### на открытом воздухе
| Дисциплина          | Результат | Место    | Дата             |
| ------------------- | --------- | -------- | ---------------- |
| 200 м               | 24,64     | Алматы   | 27 мая 2000      |
| 800 м               | 2:12,37   | Джакарта | 29 августа 2000  |
| 100 м (с барьерами) | 13,96     | Гётцис   | 29 мая 2004      |
| Прыжок в высоту     | 1,88      | Алматы   | 20 мая 2000      |
| Прыжок в длину      | 6,35      | Бишкек   | 3 июня 2000      |
| Тройной прыжок      | 13,90     | Алматы   | 5 мая 2012       |
| Метание копья       | 43,19     | Алматы   | 6 мая 2012       |
| Семиборье           | 6140      | Алматы   | 22 июня 2003     |
| Десятиборье         | 7798      | Таланс   | 26 сентября 2004 |

### в помещении
| Дисциплина         | Результат | Место     | Дата           |
| ------------------ | --------- | --------- | -------------- |
| 800 м              | 2:18,55   | Караганда | 8 февраля 2003 |
| 60 м (с барьерами) | 8,86      | Караганда | 6 февраля 2004 |
| Прыжок в высоту    | 1,80      | Караганда | 8 февраля 2004 |
| Прыжок в длину     | 6,15      | Караганда | 8 февраля 2003 |
| Тройной прыжок     | 13,69     | Караганда | 26 января 2008 |
| Пятиборье          | 4375      | Караганда | 8 февраля 2003 |

## Рекорды

### Рекорд Азии
| Дисциплина  | Результат  | Место  | Дата                |
| ----------- | ---------- | ------ | ------------------- |
| Десятиборье | 7798 очков | Таланс | 25-26 сентября 2004 |

## Семья
- муж — Дмитрий Карпов — казахстанский легкоатлет (десятиборье)
- дети — Дети — Святослав (род.2009), Милослава (род.2010)

В настоящее время проживает в Караганде.